# Pleiomorpha homotypa
Pleiomorpha homotypa là một loài bướm đêm thuộc họ Gracillariidae. Nó được tìm thấy ở Nam Phi.
Ấu trùng ăn Diospyros lycioides. Chúng ăn lá nơi chúng làm tổ.